# Catedral de Leicester

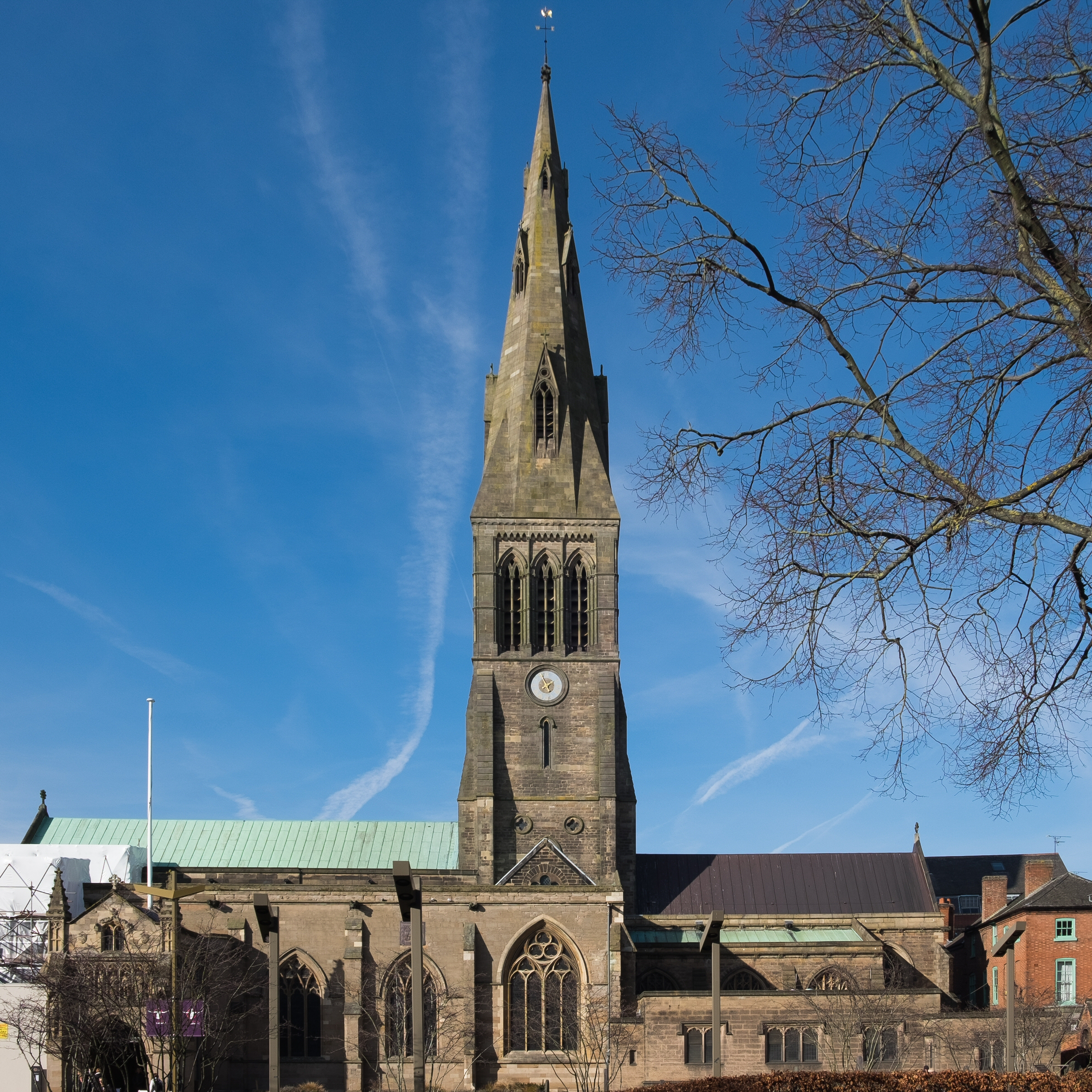
Catedral da Igreja de São Martinho

A Igreja Catedral de São Martinho, Leicester, é uma catedral da Igreja da Inglaterra em Leicester, Inglaterra e sede episcopal de Leicester.  A igreja foi elevada a uma igreja colegiada em 1922 e virou uma catedral em 1927 após a criação de uma nova Diocese de Leicester em 1926.
Os restos mortais do rei Ricardo III foram reenterrados na catedral em 2015 depois de serem descobertos nas proximidades das fundações da capela perdida de Greyfriars.